# Японська авантюра
Японська авантюра (англ. Escapade in Japan) — американський пригодницький фільм 1957 року режисера Артура Любіна.

## Сюжет
Літак на шляху до Японії змушений приземлитися в море неподалік від японського узбережжя. Маленький американський хлопчик відокремлюється від іншої частини пасажирів і членів екіпажу. Його знаходить японський рибалка, який бере хлопчика до себе в село. Хлопчик подружився із сином рибалки, але коли вони бачать, що японська поліція когось шукає у селі, то бояться, що вони зробили щось не так, і тікають, хоча поліція шукала зниклого хлопчика. Разом два хлопчика подорожують по японській сільській місцевості, намагаючись уникнути поліції, яка шукає їх, і зустрічаються з багатьма різними людьми на своєму шляху.

## У ролях
| Актор           | Роль                  |
| --------------- | --------------------- |
| Тереза Райт     | Мері Сандерс          |
| Кемерон Мітчелл | Дік Сандерс           |
| Джон Провост    | Тоні Сандерс          |
| Роджер Накагава | Хіко                  |
| Філіп Обер      | підполковник Гаргрейв |
| Куніко Міяке    | Мічіко Танака         |
| Сусуму Фудзіта  | Кей Танака            |
| Катсухіко Хайда | капітан Хібіно        |
| Тацуо Сайто     | містер Фусімі         |
| Клінт Іствуд    | пілот                 |